# Campodea usingeri
Campodea usingeri är en urinsektsart som beskrevs av Otto Conde och Thomas 1957. Campodea usingeri ingår i släktet Campodea och familjen Campodeidae. Inga underarter finns listade.